# Pilosocereus subsimilis
Pilosocereus subsimilis är en kaktusväxtart som beskrevs av Carlos Toledo Rizzini och A. Mattos. Pilosocereus subsimilis ingår i släktet Pilosocereus och familjen kaktusväxter. Inga underarter finns listade i Catalogue of Life.